# East Indian Railway Company

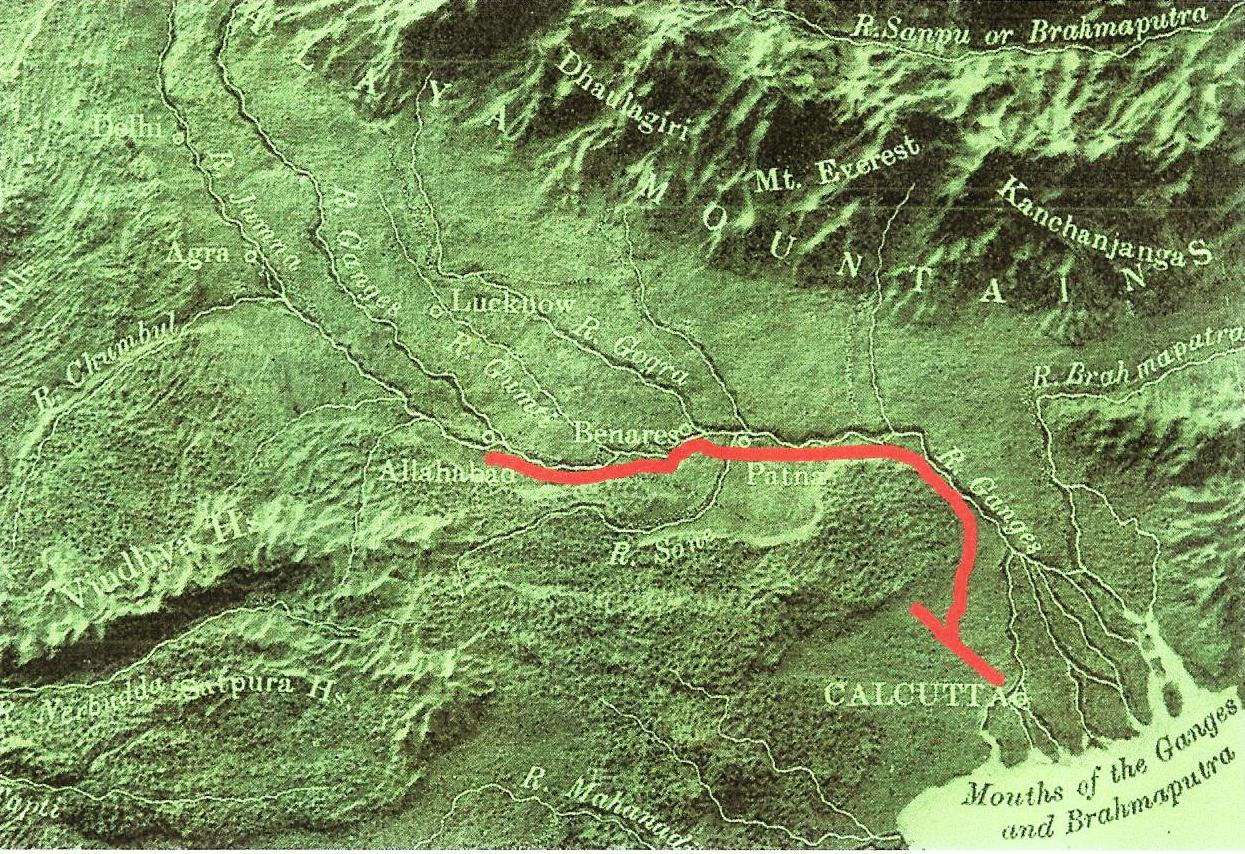
Mapa del ferrocarril del Este de India, 1863

La East Indian Railway Company, operando con reporte de marca EIR era una compañía de ferrocarril. La compañía introdujo y operó ferrocarriles al este y norte de India, mientras que compañías como Great Indian Peninsula Railway, South Indian Railway, Bombay, Baroda and Central India Railway y North Western State Railway operaron en otras partes de la India. La compañía fue fundada el 1 de junio de 1845 en Londres mediante una escritura de constitución con un capital de £4.000.000 recaudado en gran parte en Londres.

## 1845-1849
La primera junta directiva formada en 1845 estaba compuesta por trece miembros y Rowland Macdonald Stephenson se convirtió en el primer director general de la compañía. 
Rowland Macdonald Stephenson (más tarde Sir Rowland, pero conocido familiarmente como Macdonald Stephenson) y tres asistentes viajaron desde Inglaterra en 1845 y "con diligencia y discreción", inspeccionaron, estudiaron estadísticamente y calcularon el costo del tráfico potencial de una ruta ferroviaria desde Calcuta (la entonces capital comercial de la India) a Delhi a través deMirzapur. Evaluaron que el costo máximo de una línea de doble vía no superaría las £15.000 por milla si el terreno estaba disponible sin cargo. Entonces se formó la East Indian Railway Company y se recaudó dinero en Londres. El 17 de agosto de 1849 se firmó un contrato entre la East India Company y la East Indian Railway Company, por el que se autorizaba a esta última a construir y explotar una línea "experimental" entre Calcuta y Rajmahal, de 161 km (100 millas) de longitud, con un costo estimado de 1 millón de libras esterlinas, que más tarde se extendería hasta Delhi vía Mirzapur.

## 1850-1851
El 7 de mayo de 1850, el director gerente de la East Indian Railway Company, Macdonald Stephenson, George Turnbull, ingeniero jefe de la empresa, y el ingeniero Slater hicieron un estudio inicial desde Howrah (a través del Río Hugli desde Calcuta) a Bardhaman en la ruta de los yacimientos de carbón de Raniganj. Para junio, hubo un punto muerto, ya que el gobierno no permitió que Turnbull y sus ingenieros marcaran una ruta en el terreno. Sin embargo, el 1 de julio se anunciaron las especificaciones de las obras y el 31 de julio se recibieron ofertas para seis contratos. Se construyeron entonces torres de bambú de 24 m de altura por encima de las palmeras de Serampore y Balli Khal para trazar la línea.

## 1851-1853
El 29 de enero de 1851 la East Indian Railway Company tomó posesión de su primera tierra. Turnbull y otros ingenieros británicos comenzaron a realizar estudios detallados de la línea. El 17 de febrero eligieron el punto crítico de cruce en el río Son (el mayor afluente del Ganges), de 1.500 m de ancho. La mejor ruta a Raniganj se determinó en mayo y junio. Los planos de la estación de Howrah se presentaron el 16 de junio.
Ofertas para 11 contratos llegaron el 31 de octubre de 1851. En diciembre Turnbull continuó su estudio: tomó niveles y definió la línea de Bardhaman a Rajmahal.

## Infraestructura
De forma permanente, los materiales rodantes se transportaban desde Inglaterra en barcos de vela hasta Calcuta a través del Cabo de Buena Esperanza (el Canal de Suez no existía entonces). En abril de 1854 se estimaba que se necesitaban más de 100.000 toneladas de rieles, 27.000 toneladas de sillas y unas 8.000 toneladas de llaves, eclisas, pasadores, tuercas y pernos.

### Material rodante
En 1859, había 77 motores, 228 coches de pasajeros y 848 vagones de carga. En 1877, había 507 motores, 982 coches y 6701 vagones de carga. En 1905, ya había más de 17.000 vagones de carga. En 1936, el material rodante había aumentado a 1594 locomotoras, 3 vagón de vapor, 1504 coches de pasajeros y más de 50.000 vagones de carga.

### Durmientes
Aunque se entregaron inmensas cantidades de madera de sal desde Nepal, se necesitaba más. Así, los primeros durmientes de abeto del Báltico fueron creosotados en Inglaterra y enviados a la India.

### Puentes
Los planes iniciales eran que los muchos puentes sobre los afluentes del Ganges se construyeran con ladrillos: se necesitaban cientos de millones. La capacidad de fabricación de ladrillos era muy limitada y a menudo la arcilla disponible se consideraba inadecuada. El transporte por río de la arcilla adecuada era difícil. La disponibilidad de ladrillos se convirtió en un problema importante, de tal manera que se decidió utilizar grandes cantidades de hierro, importadas de Inglaterra, ya que la India no tenía en ese momento ninguna fábrica de hierro. Gran parte de la herrería fue robada durante la Rebelión India de 1857.
Las obras de construcción del puente Old Yamuna en Delhi, conocido popularmente como lohe ka pool (puente hecho de hierro), comenzaron en 1863 y se terminaron en 1866. Es un puente de 12 tramos. El costo de la construcción del puente fue de 16.16.335 rupias. Inicialmente se hizo como una línea de ferrocarril simple y fue mejorado a doble línea en 1913.

## 1854-1863

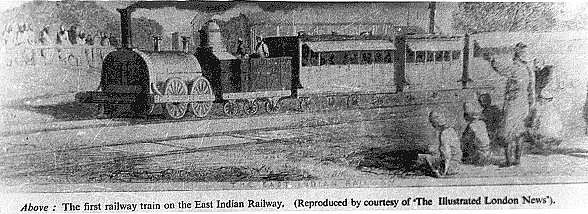
Primer Tren de la East Indian Railway, 1854

### Apertura de líneas
En 1853 se inauguró la primera línea de ferrocarril entre Bombay y Thane (tramo de 32 km). Tenía 14 vagones y era impulsada por 3 motores. Las 541 millas (871 kilómetros) de línea desde Howrah a Benares se abrieron a:
- Hugli (37 km o 23 millas) para el tráfico de pasajeros el 15 de agosto de 1854. Se recibieron más de 3.000 solicitudes de personas que querían viajar en el primer tren de la India oriental. El primer tren funcionó a plena capacidad. El tren dejó la estación de Howrah a las 8:30 a. m. y llegó a Hooghly en 91 minutos. Tenía tres vagones de primera clase y dos de segunda. También tenía tres camiones para pasajeros de tercera clase y una furgoneta para el guardia. Todos ellos fueron construidos en la India, porque el barco que transportaba los vagones originales desde Inglaterra se había topado desafortunadamente con un desastre natural en alta mar y, por consiguiente, se hundió. Sin embargo, la locomotora fue importada, aunque no sin sus propias dificultades. El barco que traía la locomotora había navegado inicialmente a Australia, debido a un error de navegación,y tuvo que ser desviado de vuelta a la India.

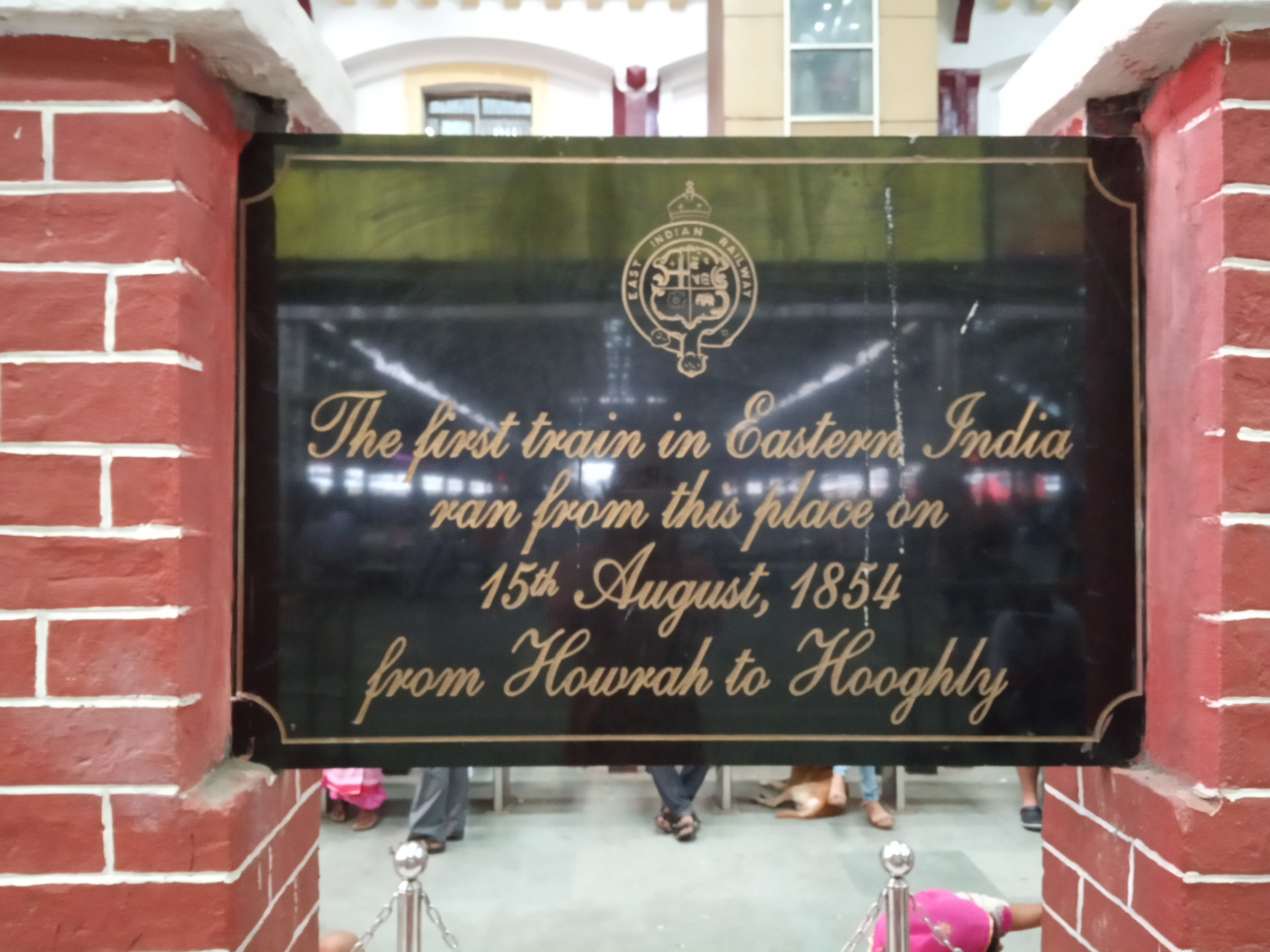
Placa en la estación de Howrah por el primer tren en el este de la India el 15 de agosto de 1854

Durante las primeras 16 semanas, la compañía estuvo encantada de transportar 109.634 pasajeros: 83.118 de tercera clase, 21.005 de segunda clase y 5.511 de primera clase. Los ingresos brutos, incluyendo los recibos de unas pocas toneladas de mercancía, fueron de £6793.
- Pundooah el 1 de septiembre de 1854.[11]
- Bardhaman en febrero de 1855.
- Raniganj con sus yacimientos de carbón el 3 de febrero de 1855.[11] En 1855 se transportaron 617.281 pasajeros y se firmaron contratos para transportar 100.000 toneladas de carbón de la mina de Raniganj a Howrah.
- Adjai en octubre de 1858.
- Rajmahal (en el río Ganges) en octubre de 1859. El primer tren corrió de Howrah a Rajmahal vía Khana (actualmente conocido como el Bucle de Sahibganj) el 4 de julio de 1860[3][11] 1.388.714 pasajeros fueron transportados en 1859.
- Bhagalpur en 1861.
- El Bucle desde el cruce de Khana a Kiul vía Jamalpur, incluyendo el ramal de Monghyr en febrero de 1862. Ese mismo año la línea llegó a Mughal Sarai a través de la línea actual más allá de Kiul. Los tramos de Luckee Sarai a Danapore y de Danapore a Mughal Sarai fueron completados mientras tanto.[11]
- Río Son. George Turnbull inspeccionó el puente de Son y lo juzgó completo el 4 de noviembre de 1862.
- Al otro lado del río Ganges desde Benarés en diciembre de 1862.[3]

Incluyendo las líneas de derivación, totalizó 601 millas (967 kilómetros).

### Puentes, túnel y cólera
El puente más significativo fue el puente de vigas sobre el río Son (entonces conocido en inglés como el río Soane) que en ese momento se consideraba el segundo más largo del mundo. Otros puentes importantes eran los puentes de vigas sobre los ríos Kiul y Hullohur y el puente de mampostería sobre el Adjai. El túnel de Monghyr fue un desafío. A finales de 1859, una horrible epidemia de cólera en el distrito de Rajmahal mató a unos 4.000 trabajadores y a muchos de los ingenieros británicos.

### Celebraciones al completarlo
El 5 de febrero de 1863, un tren especial de Howrah llevó a George Turnbull, al Virrey Lord Elgin, al Teniente Gobernador Sir Cecil Beadon y a otros durante dos días a Benarés inspeccionando la línea en el camino. Se detuvieron la primera noche en Jamalpur, cerca de Monghyr. Se bajaron en el puente de Son y lo inspeccionaron. En Benarés hubo una asamblea el 7 de febrero para celebrar la construcción del ferrocarril y en particular el puente del río Son, el mayor afluente del Ganges.
El Ingeniero Jefe responsable de toda esta construcción de 1851 a 1862 fue George Turnbull, quien fue aclamado en el Boletín Oficial de la India del 7 de febrero de 1863, párrafo 5, como el "Primer Ingeniero Ferroviario de la India".

### Críticas
Algunos historiadores, como Irfan Habib, sostienen que como los contratos firmados entre la East India Company y la EIR en 1849 garantizaban un retorno del 5% de todo el capital invertido, inicialmente no había ningún incentivo para la economía ni para emplear a indios en lugar de europeos altamente remunerados. Se afirma que en 1867 la EIR gastó hasta 300.000 rupias en cada kilómetro de ferrocarril, construcción que un antiguo miembro de Finanzas de la India describió como "las obras más extravagantes jamás realizadas".

## Los desarrollos posteriores del siglo XIX
La línea de Kanpur a Allahabad se abrió en 1859. En 1860 se abrió al tráfico la sección Kanpur-Etawah y entre 1862 y 1866 se llenaron todos los huecos entre Howrah y Delhi y se construyó la conexión con Agra. Los puentes sobre el Yamuna en Allahabad y en Delhi se terminaron en 1865 y 1866 respectivamente. En junio de 1867 se completó el ramal Allahabad-Jabalpur y se hizo una conexión en Jabalpur con el Gran Ferrocarril de la Península India, completando así las conexiones ferroviarias entre Calcuta y Delhi y Calcuta y Bombay. El 31 de diciembre de 1879, el Gobierno británico de la India compró la Compañía de Ferrocarriles de las Indias Orientales, pero la alquiló de nuevo a la empresa para trabajar con un contrato que terminaría en 1919.

## Desarrollos delsigloXX
El 1 de enero de 1925 el Gobierno británico de la India se hizo cargo de la gestión del Ferrocarril de las Indias Orientales y lo dividió en seis divisiones: Howrah, Asansol, Danapur, Allahabad, Lucknow y Moradabad.
Según la clasificación de los ferrocarriles indios establecida por el Gobierno de la India en 1926, la empresa estaba clasificada como ferrocarril de clase I.
El 14 de abril de 1952, Jawaharlal Nehru, el primer ministro de la India inauguró dos nuevas zonas de las seis primeras zonas de los Ferrocarriles de la India. Una de ellas, los Ferrocarriles del Norte, tenía las tres divisiones "aguas arriba" de los Ferrocarriles de la India Oriental: Allahabad, Lucknow y Moradabad, mientras que la otra, los Ferrocarriles Orientales tenían las tres divisiones "río abajo": Howrah, Asansol y Danapur y el Ferrocarril de Bengala Nagpur completo.